# Национален отбор по футзал на България
Българският национален отбор по футзал е отбор, контролиран от БФС. Отборът играе мачовете си в зала „Конгресна“ на Дворец на културата и спорта във Варна.

## История
Националният отбор по футзал на България изиграва историческия си първи мач на 19 юни 2003. Тогава трикольорите губят с 3 – 4 в приятелски мач от Румъния. Двубоят се провежда в Букурещ.
През януари 2004 лъвовете участват за първи път в квалификация за Европейско първенство по футзал. Българите попадат в група с Румъния, Армения и Казахстан, като мачовете се играят в зала „Конгресна“ на Двореца на културата и спорта във Варна. България губи и трите си срещи – с 0 – 12 от Румъния, с 5 – 6 от Казахстан и с 2 – 4 от Армения. Особено болезнено е поражението от румънците, като до този момент това е най-голямата загуба, допускана от българския национален тим.
Значима в историята на българския футзал ще остане датата 27 февруари 2009. . Тогава в европейска квалификация, играна пред 1800 зрители в зала „Конгресна“, България постига първата си победа в официален двубой. Българите надиграват с 4:0 Естония, като головете за успеха са дело на Владимир Гочев, Благовест Марев, Костадин Иванов и Димитър Койчев.